# Алфред Хърши
Алфред Дей Хърши (на английски: Alfred Day Hershey) е американски биолог, бактериолог и генетик, носител на Нобелова награда за физиология или медицина за 1969 г.

## Биография
Роден е на 4 декември 1908 година в Оуосо, Мичиган, САЩ. Получава бакалавърска степен по химия от Мичиганския щатски университет през 1930 и докторска степен по бактериология през 1934. След дипломирането си работи в Департамента по бактериология във Вашингтонския университет в Сейнт Луис и започва да провежда експерименти с бактериофаги заедно с американския учен от италиански произход Салвадор Лурия и германския учен Макс Делбрюк.
През 1950 г. се мести в Колд Спринг Харбър, Ню Йорк, за да се присъедини към Департамента по генетика в Института „Карнеги“. Там, през 1952 г., съвместно с Марта Чейз провежда известния експеримент Хърши – Чейз, с който получават нови доказателства за наследствената роля на ДНК.
През 1962 Хърши става директор на Института „Карнеги“, апрез 1969 е удостоен с Нобелова награда за физиология или медицина, която споделя с Лурия и Делбрюк, за съвместните им открития, свързани с репликацията на вирусите и техните генетични структури.
Умира на 22 май 1997 година в Ню Йорк на 88-годишна възраст.